# Republikeinwever

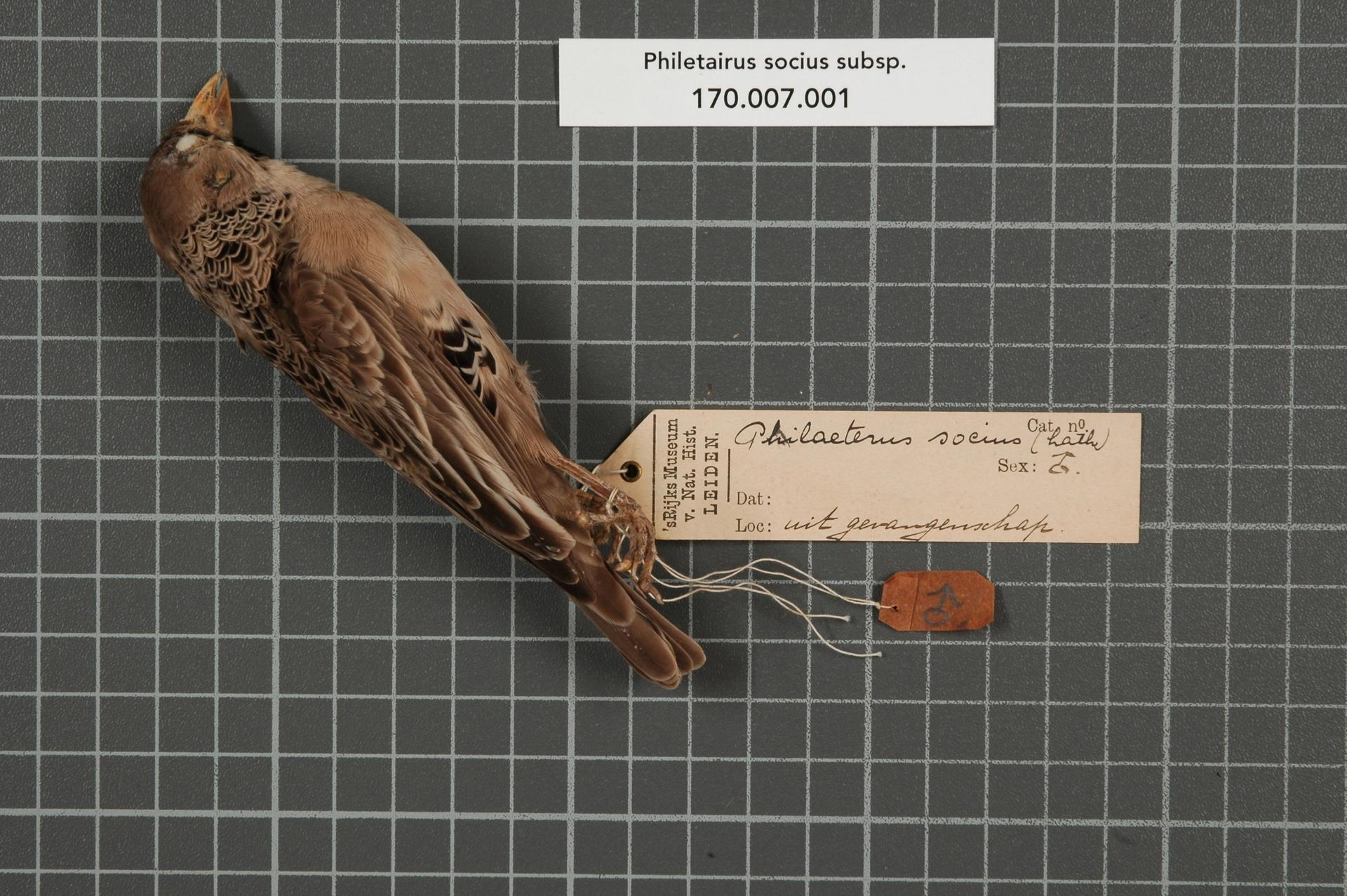
Museumexemplaar, Naturalis

De republikeinwever (Philetairus socius) is een zangvogel en komt voor in zuidelijk Afrika. De vogel behoort tot de weverfamilie (Ploceidae).
Qua uiterlijk doet de republikeinwever denken aan de huismus.

## Kenmerken
Het verenkleed bestaat voornamelijk uit beige en zandkleurig bruine veren. De snavel is tamelijk fors en grijs van kleur, maar veelal enigszins lichtblauw ogend. De poten zijn hoornkleurig. Jongen van de republikeinwever hebben bijna hetzelfde verenkleed als de ouders. De eerste jeugdrui vindt plaats na ongeveer 16 tot 18 weken. De republikeinwever is 14 centimeter lang.

## Leefwijze
Deze vogels eten hoofdzakelijk graszaden, maar ook insecten, bloemen en vruchten staan op het menu.
Bloemen, fruit, maar ook insecten voorzien de vogel in zijn droge habitat van vocht, aangezien daar niet altijd waterpoelen aanwezig zijn.

## Voortplanting
Deze vogels zijn echte koloniebroeders en bouwen gezamenlijk een enorm nest van soms wel 7 meter lang en 1 ton zwaar, dat meerdere jaren achter elkaar gebruikt wordt. De nesten worden soms zo zwaar dat bomen er deels onder bezwijken, daarom worden ze vaak aan elektriciteitsmasten gebouwd. Valt een nest mede door het gewicht uit de boom, dan verlaten de vogels het nest en gaan op zoek naar een nieuwe locatie. In de nesten zijn vaak ook slangen te vinden zoals de boomslang (Dispholidus typus). De bovenkant bevat een beschermende koepel, vaak met doorndragende takken bekleed, die weerstand biedt tegen regen en predatoren. De nestopeningen bevinden zich aan de onder– en zijkanten. De nestkamers zijn bekleed met zachte materialen, zoals veren en grasaren.
Deze soort broedt alleen in natte perioden. Na langere perioden van droogte kan de soort zelfs tijdelijk afstand nemen van het broeden, ook als dit een langere periode betreft.
Ze kunnen onder optimale omstandigheden meerdere nesten grootbrengen. Het legsel bestaat uit 2 tot 6 eieren, die in 14 tot 15 dagen door beide geslachten worden uitgebroed. Soms helpen jongen uit eerdere nesten hun ouders bij het uitbroeden en voeren van de jongen. De jongen worden in de eerste 14 levensdagen continu bebroed, waarna ze na 20 tot 24 dagen het nest verlaten. Na deze periode zijn de uitgevlogen jongen nog 30 tot 45 dagen aangewezen op de hulp van de ouders en helpers, die de jongen dan nog bijvoeren.

## Verspreiding en leefgebied
Deze vogel heeft een beperkt verspreidingsgebied, wat zich beperkt tot het noorden en noordwesten van Zuid-Afrika, het zuidwesten van Botswana en in bijna geheel Namibië. Ze bewonen de droge savannes, open bosgebieden en zelfs delen van de Namibwoestijn. De soort is zeer talrijk en vormt grote kolonies. In de landbouwgebieden wordt deze vogel dan ook gezien en behandeld als plaagdier.
De soort is monotypisch.

Afbeeldingen van nesten
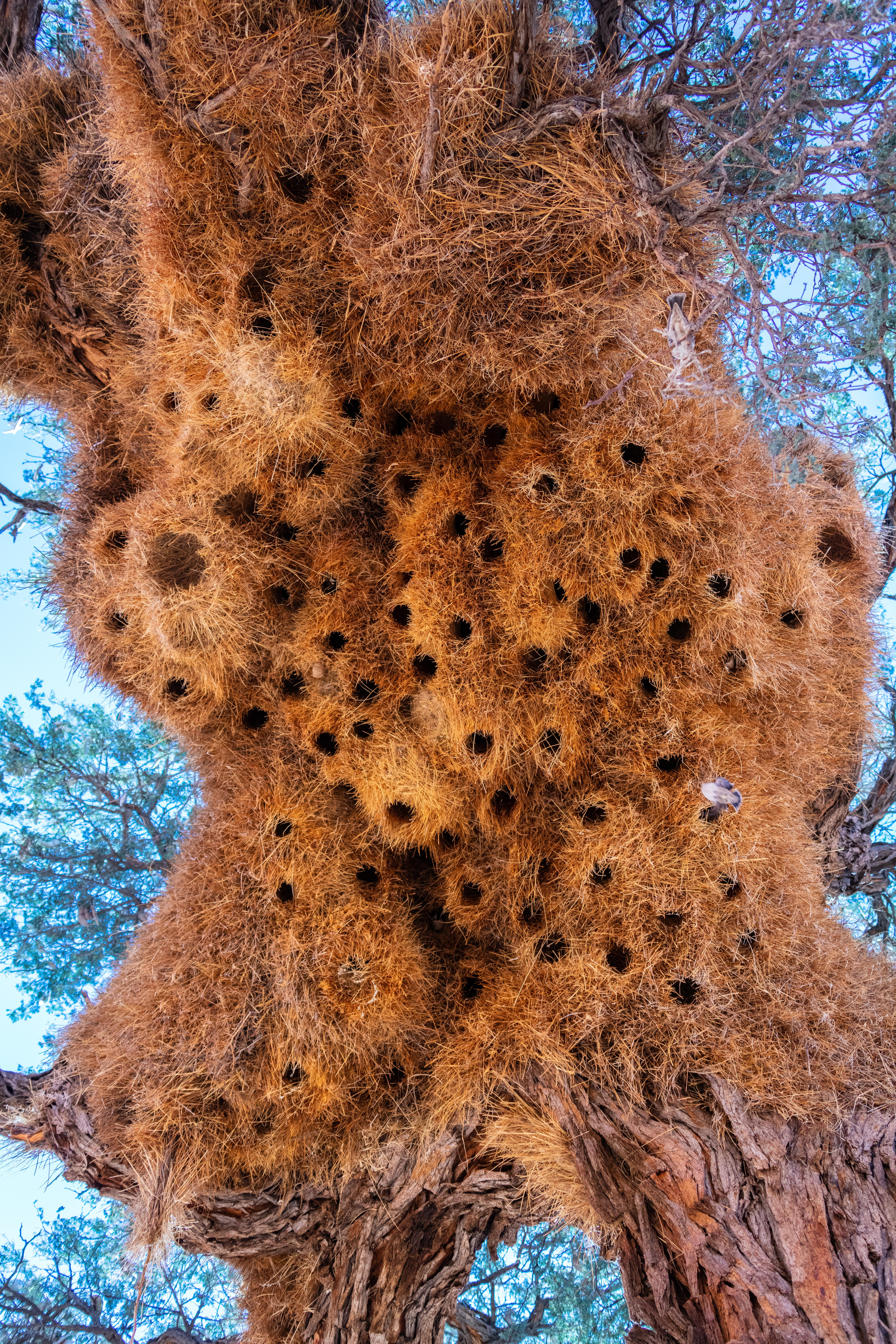
Nest van republikeinwevers in Namibië (onderzijde met zicht op de ingangen).
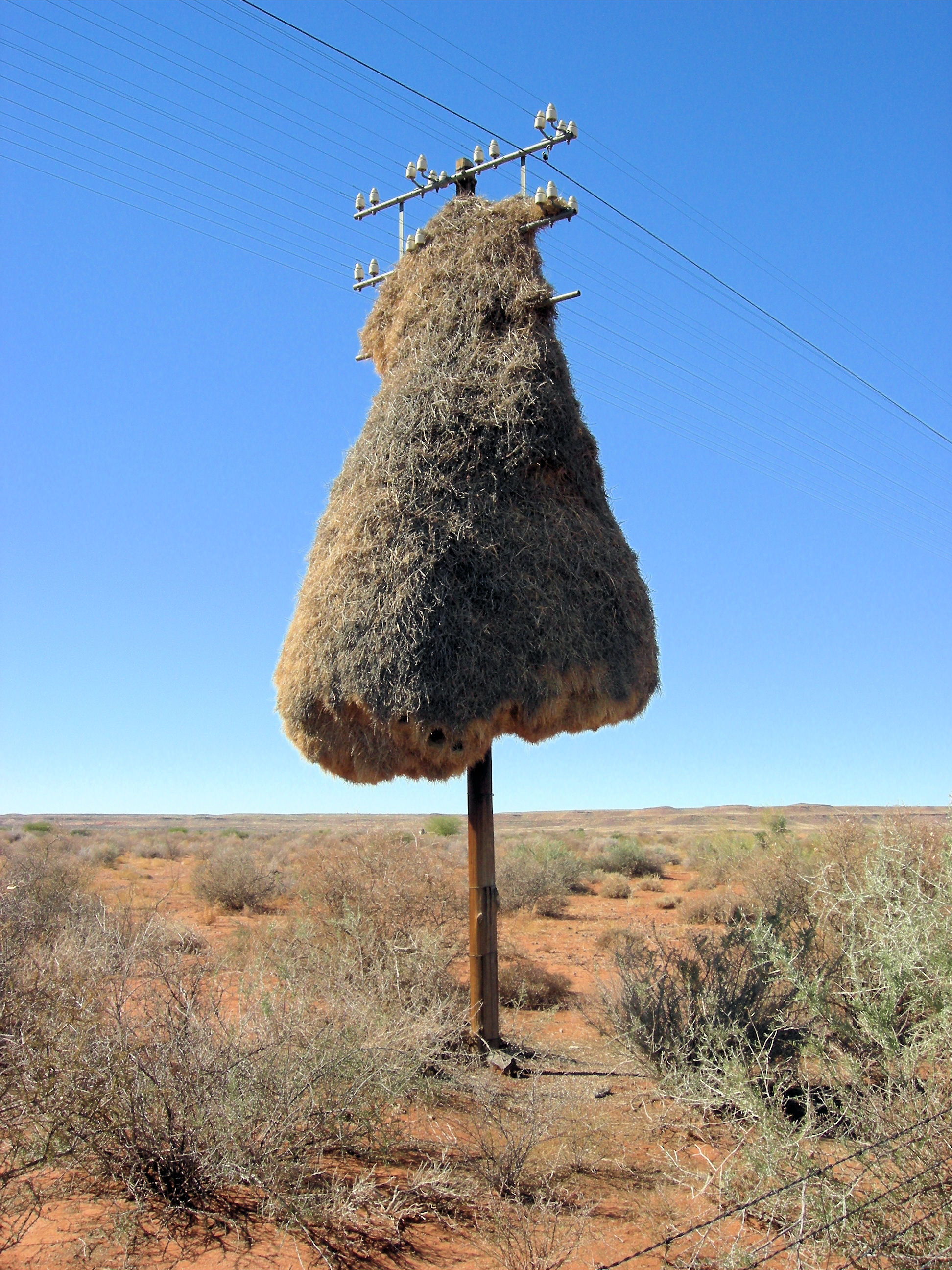
Nest van republikeinwevers op een telefoonpaal in Zuid-Afrika.